# Harel Skaat
Harel Skaat (en hébreu : הראל סקעת), né le 8 août 1981 à Kfar Saba, est un chanteur israélien connu dans son pays pour sa participation à la seconde saison de Kokhav Nolad, en 2004.

## Biographie
Les premiers pas dans la musique furent pour lui à l'âge de six ans où il remporta un concours de chant pour enfants dans sa ville natale. Ce premier petit succès lui permit de passer à la télévision israélienne dans l'émission populaire Parpar Nechmad.
Bien plus tard, après avoir fait ses obligations militaires, il étudia à Beit Zvi, une école spécialisée dans les arts du spectacle.
En 2004, Skaat participe à l'émission Kokhav Nolad (Une star est née), une compétition de chant semblable à la Nouvelle Star en France. Avec ses performances réussies, il devient rapidement l'un des favoris du concours. Il finira cependant deuxième, derrière Harel Moyal.
L'émission lui aura pourtant permis d'acquérir une grande notoriété et un grand nombre de fans dans le pays. En 2005, Skaat est choisi pour chanter l'hymne israélien Hatikvah (L'espoir) lors d'une rencontre sportive entre l'Israël et la France. La même année, il participe à l'enregistrement de He Who Dreamed, une chanson qui retrace les dix dernières années de Yitzhak Rabin, le premier ministre israélien assassiné en 1995.
Skaat sortit son premier album Harel Skaat (הראל סקעת) durant l'été 2006. Plusieurs hits en furent extraits dont Kama Od Efshar, Mashehu Mimeni, et la ballade romantique, Ve At. L'album fut certifié disque d'or après seulement un mois de sortie.
Harel Skaat a été gratifié de plusieurs récompenses pour son album éponyme. Il fut nommé "Homme de l'année 2006" dans la musique  israélienne par Keshet et Chanteur de l'année 2006 lors du Hebrew Song Contest. Il fut aussi nommé dans les catégories « chanteur de l'année » et « chanson de l'année » grâce au titre Ve At (écrit et composé par Keren Peles) lors des Israel Music Awards diffusés sur Music 24.
En mai 2009, il sort  Now I Understand (מובן לי עכשיו), premier single de son deuxième album Images (דמויות), qui est sorti le 1er septembre 2009. Parmi les autres singles de cet album ; Come Today, (בואי היום)  et End, (סוף).
En 2010, il participe à l'hommage à Serge Gainsbourg avec la chanteuse française Alizée le 28 juillet de la même année à Tel Aviv, où ils interprètent la reprise du single Dieu est un fumeur de havanes.

## Harel à l’Eurovision
Déjà pressenti pour la saison 2009, il est finalement sélectionné pour représenter Israël au Concours Eurovision de la chanson 2010.
Lors de la finale, sa chanson Milim (en hébreu : מילים) se classe à la 14e place (sur 25) avec 71 points. Harel enregistre ensuite une version française "Il restera ses mots" et anglaise "Words". Il obtient les trois prix Marcel Bezençon (meilleure performance pour la presse, meilleure composition et meilleure performance artistique).

## Vie privée
Harel Skaat est ouvertement homosexuel.